# 니에리현

니에리현

니에리현(Nyeri County)은 케냐를 구성하는 47개 현 가운데 하나로 현도는 니에리이며 면적은 2,361.0km2, 인구는 693,558명(2009년 기준)이다. 2013년에 실시된 행정 구역 개편에 따라 중부주에서 분리되어 신설되었다. 북쪽으로는 라이키피아현, 북동쪽으로는 메루현, 동쪽으로는 키리니아가현, 남쪽으로는 무랑가현, 서쪽으로는 니안다루아현과 접한다.

## 인구
| 연도    | 인구    | ±%     |
| ------- | ------- | ------ |
| 1979    | 486,477 | —      |
| 1989    | 607,292 | +24.8% |
| 1999    | 661,156 | +8.9%  |
| 2009    | 693,558 | +4.9%  |
| 2019    | 759,164 | +9.5%  |
| source: |         |        |